# On Death Row
Pour les articles homonymes, voir Death Row.
On Death Row est une émission de télévision documentaire États-Unis en huit épisodes de 49 minutes réalisée par Werner Herzog et diffusée du 9 mars 2012 au 24 septembre 2013 sur Investigation Discovery. Elle a aussi été diffusée au Royaume-Uni dès le 22 mars 2012 sur Channel 4.

## Synopsis
Cette série de deux saisons de quatre épisodes chacun est issue du même projet qui a donné naissance au film documentaire Into the Abyss.

## Distribution
- Werner Herzog
- Hank Skinner